# Kontor Records
Hamburský label Kontor Records je jeden z nejúspěšnějších německých nahrávacích labelů elektronické hudby. Mezi nejznámější hudebníky, kteří vydávají pod labelem Kontor Records, patří ATB, DJ Tiësto, Martin Tungevaag a Scooter.
Kontor Records pravidelně vydává velmi oblíbenou kompilaci Kontor: Top Of The Clubs. Úspěšná je také rádiová show Kontor On Air, během které mixují osobnosti vydavatelství své sety. Mezi nejpilnější patří Markus Gardeweg, Jens Thele a Jay Frog
Labelcode: LC 2182 / LC 02182

Sublabely: Do It Yourself Entertainment (Germany), Sheffield Tunes

## Hudebníci/DJové
- ATB
- Aquagen
- Blank & Jones
- DJs @ Work
- Moonbootica
- The Disco Boys
- Vinylshakerz
- Special D.
- Florida Inc.
- DJ Tiësto
- David Carson
- Starsplash
- Scooter
- Markus Gardeweg
- Sunbeam
- Fedde Le Grand
- Spiller
- Jan Wayne - založil si vlastní label Deutsche Dance Records
- D.O.N.S. Feat. Technotronic
- Sunset Strippers
- DJ Dean
- DJ Shog
- Lexy & K-Paul